# Federazione dell'Arabia Meridionale
La Federazione dell'Arabia Meridionale (in arabo: اتحاد الجنوب العربي Ittihad al-Janūb al-'Arabî) fu un'organizzazione di Stati sotto la protezione britannica in quella che sarebbe poi diventata la Repubblica Democratica Popolare dello Yemen. La Federazione fu costituita il 4 aprile 1962 dai 15 stati della Federazione degli Emirati Arabi del Sud. Il 18 gennaio 1963 venne fusa con la colonia della Corona di Aden. Nel giugno 1964 aderì anche il Sultanato di Aulaqi Superiore raggiungendo un totale di 17 Stati membri. Una squadra venne inviata agli VIII Giochi dell'Impero e del Commonwealth Britannico tenutisi a Kingston, in Giamaica, nel 1966. La Federazione fu abolita dopo la caduta di tutte le monarchie dei paesi membri e la nascita della Repubblica Democratica Popolare dello Yemen il 30 novembre 1967.

## Paesi membri
- Stato di Aden
- Sceiccato di Alawi
- Sceiccato di Aqrabi
- Sultanato di Audhali
- Emirato di Beihan
- Sceiccato di Dathina
- Emirato di Dhala
- Sultanato di Fadhli
- Sultanato di Haushabi
- Sultanato di Lahej
- Sultanato di Aulaqi Inferiore
- Sultanato di Yafa Inferiore
- Sceiccato di Muflahi
- Sceiccato di Shaib
- Sceiccato di Aulaqi Superiore
- Sultanato di Aulaqi Superiore
- Sultanato di Balhaf

## Leader

### Alti Commissari
- Sir Charles Hepburn Johnston (18 gennaio 1963 - 17 luglio 1963)
- Sir Gerald Kennedy Nicholas Trevaskis (17 luglio 1963 - 21 dicembre 1964)
- Sir Richard Gordon Turnbull (21 dicembre 1964 - 22 maggio 1967)
- Sir Humphrey Trevelyan (22 maggio 1967 - 30 novembre 1967)

### Ministri Capi
- Hassan Ali Bayùmi (18 gennaio 1963 - 24 giugno 1963)
- Zayn Abdu Baharun (9 luglio 1963 - 23 gennaio 1965)
- Abdul-Qawi Hassan Makkawi (7 marzo 1965 - 25 settembre 1965)
- Ali Musa al-Babakr (25 settembre 1965 - 30 agosto 1966)
- Salih al-Awadli (30 agosto 1966 - 30 novembre 1967)

## Francobolli

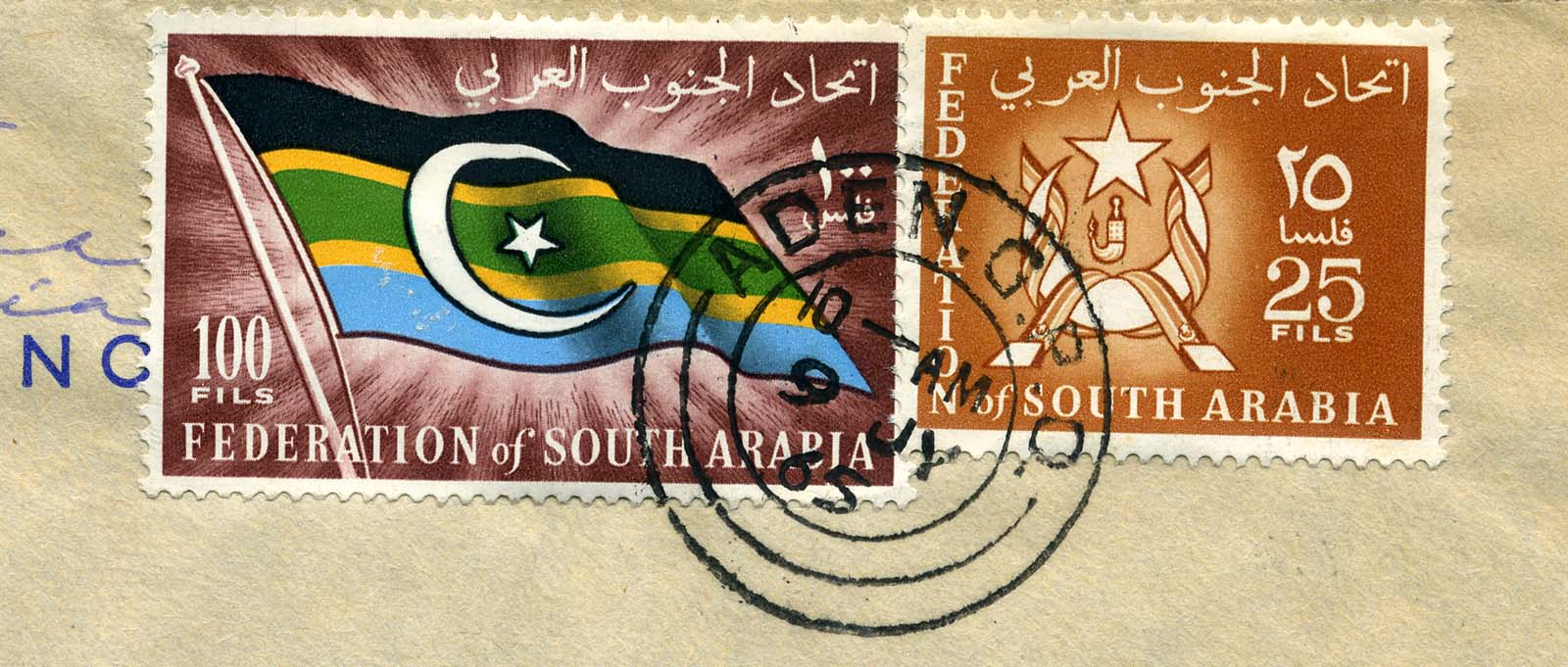
Due valori del 1965 usati ad Aden.

La Federazione emise francobolli propri dal 1963 al 1966. Fino al 1º aprile 1965, il maggior numero di questi erano parte di emissioni concordate con tutti i territori del Commonwealth. La prima emissione indipendente era composta da 14 francobolli: in cui dieci, per un valore nominale di 5-75 fils, raffiguravano lo stemma della Federazione in un unico colore e quattro, con i valori più elevati (di 100, 250, 500 fils e un dinaro), raffiguravano la bandiera della Federazione.
I francobolli di cui sopra sono quelli elencati nel Catalogo Filatelico Scott Standard. Un certo numero di altri francobolli sono stati pubblicati e sono elencati da Stanley Gibbons e da altri cataloghi di francobolli ampiamente utilizzati. È possibile, o anche probabile, che alcuni francobolli di questo paese non siano stati emessi solo per l'uso postale, ma anche come pezzi per collezionisti.